# Włodzimierz Woskowski
Włodzimierz Woskowski (ur. 5 października 1931 w Nowym Mieście, obecnie części Zduńskiej Woli, zm. 26 lipca 2019 w Warszawie) – działacz PZPR i dyplomata; pierwszy polski konsul we Lwowie.

## Życiorys
Włodzimierz Woskowski pochodził z rodziny robotniczej. Rodzice, Franciszek i Natalia, byli analfabetami. W 1951 ukończył Liceum Pedagogiczne w Zduńskiej Woli. W tym samym roku wstąpił do PZPR. Członek Prezydium Zarządu Powiatowego Związku Młodzieży Polskiej w Łasku oraz przewodniczący Zarządu Gminnego ZMP w Szczercowie. Po krótkim epizodzie nauczycielskim, do 1954 odbywał służbę wojskową. W jej trakcie rozpoczął karierę w aparacie partyjnym. Sekretarz podstawowej organizacji partyjnej PZPR jednostki wojskowej w Opolu. Po zakończeniu służby był instruktorem (1954–1956) oraz członkiem (1956) Komitetu Wojewódzkiego w Łodzi, I sekretarzem Komitetu Miejskiego w Zduńskiej Woli (1956–1958) oraz Komitetu Powiatowego w Sieradzu (1961–1965), członkiem Komitetu Wojewódzkiego w Łodzi (od 1962), w tym egzekutywy (1964–1965) oraz I sekretarzem Komitetu Powiatowego w Radomsku (1965–1972). Ukończył Wyższą Szkołę Nauk Społecznych z tytułem magistra ekonomii oraz podyplomowe studia dziennikarskie na Uniwersytecie Śląskim. Delegat na IV, V, VI Zjazd PZPR.
W 1972 zaczął pracować w Ministerstwie Spraw Zagranicznych w stopniu radcy-ministra. Współorganizował Departament ds. Stosunków z ZSRR. W latach 1973–1977 był radcą w Ambasadzie PRL w Moskwie. Powrócił do Departamentu ds. Stosunków z ZSRR. W 1978 został dyrektorem gabinetu w Ministerstwie Zdrowia i Opieki Społecznej. W 1983 wrócił do MSZ. W latach 1984–1987 był konsulem w Konsulacie Generalnym PRL w Kijowie. W 1987 został skierowany do utworzenia placówki we Lwowie. W 1990, po zjechaniu ze Lwowa, przeszedł na rentę w związku z chorobą nowotworową.
Z żoną Mirosławą – nauczycielką – doczekali się dwóch córek.
Pochowany na Cmentarzu Komunalnym Północnym w Warszawie.